# Лопухова, Ольга Борисовна (куратор)
Ольга Борисовна Лопухова (9 апреля 1958 — 9 декабря 2009, Москва) — российский куратор, менеджер арт-проектов.

## Биография
В 1980 году окончила исторический факультет МГУ им. М. В. Ломоносова (кафедра Древнего мира), кандидат исторических наук в области античной истории. Современным искусством профессионально занималась с 1992 года.
В 2006 году совместно с художником  Антоном Литвиным учредила премию «Соратник». Отличительная черта премии — заявить о выдвижении кандидата на соискание премии может только художник, то есть профессионал. Выбор лауреатов премии — коллективное решение самих художников, складывающееся из суммы их голосов. Считается, что премию «Соратник» самая бедная, в плане вознаграждения, и при этом — самая дорогая, потому что дается по гамбургскому счету: лауреатов выбирают исключительно художники, наиболее активные в текущем году.
Скоропостижно скончалась в Москве 9 декабря 2009 года.

## Наиболее известные проекты
- 2009 — Куратор проекта «Худфонд» Олега Тистола, Москва.
- 2008 — Исполнительный директор Московской международной биеннале молодого искусства «Стой! Кто идет?».
- 2006 — Премия «Соратник»[7][8].
- 2005 — Сокуратор Российского павильона на 51-й Венецианской биеннале.
- 2004 — Галерея «АРТСтрелка-projects», Москва.
- 2004 — «АртКлязьма».
- 2003 — «АртКлязьма».
- 2001 — «Warhol connections» (куратор). В рамках Недели Уорхола в Москве. L-галерея — Галерея М. Гельмана, Москва.
- 2000 — «Искусство против географии» (куратор). Государственный Русский музей.
- 2000 — «Динамические пары» (куратор). Галерея Гельмана, ЦВЗ «Манеж».
- 1999 — Генеральный менеджер международной художественной ярмарки «Арт-Манеж — 99».
- 1994 — Российско-Голландский художественный проект «Exchange» (Art in public space) под эгидой МИД Голландии и МК РФ (куратор). Амстердам.
- 1993 — Российско-Голландский художественный проект «Exchange» (Art in public space) под эгидой МИД Голландии и МК РФ (куратор). Москва.

## Цитаты
- «У неё все время были интересные проекты, очень красивые и совершенно не меркантильные. Она со своей энергией, добротой умела все и всех организовать. В её присутствии всегда все делалось хорошо. Она очень любила художников и занималась этим, первое время вообще не получая никаких гонораров, просто за интерес. Знаете, в художественной среде есть основные авторы, художники, директора музеев, такие сильные, отстаивающие собственные интересы. В этом ничего плохого нет. Но в этой среде есть несколько людей, которые сшивают эту среду своими проектами. Таким проектом была Олина «Арт-Стрелка». Такие проекты и делают так, что из разных авторов склеивается общность»[9] — Марат Гельман, 2009.
- «Ольга не была высокоинтеллектуальным куратором и не была куратором богатым и гламурным. Как галерист, мне казалось, она делала выставки хоть и коммерческие в теории, но явно отсылающие к немеркантильному духу восьмидесятых и девяностых. В результате она слишком часто оставалась в тени. Но я считаю её одной из ключевых фигур постсоветской художественной сцены»[10] — Мэтью Баун, 2009.

## Память
- 17 января 2010 года в выставочном зале Фонда «Эра» (Москва) открылась выставка «Коллекция Оли»[11].
- В 2010 году Фондом «Виктория — Искусство Быть Современным» в память о кураторе современного искусства Ольге Лопуховой были учреждёны Гранты для молодых художников и кураторов[12][13].
- В 2011 году в память рано ушедшим кураторам Ольге Лопуховой и Любови Сапрыкиной Нижегородским ГЦСИ была учреждена общественная премия «Кариатида», поддерживающая женский вклад в развитие современного искусства[14].